# شوفان

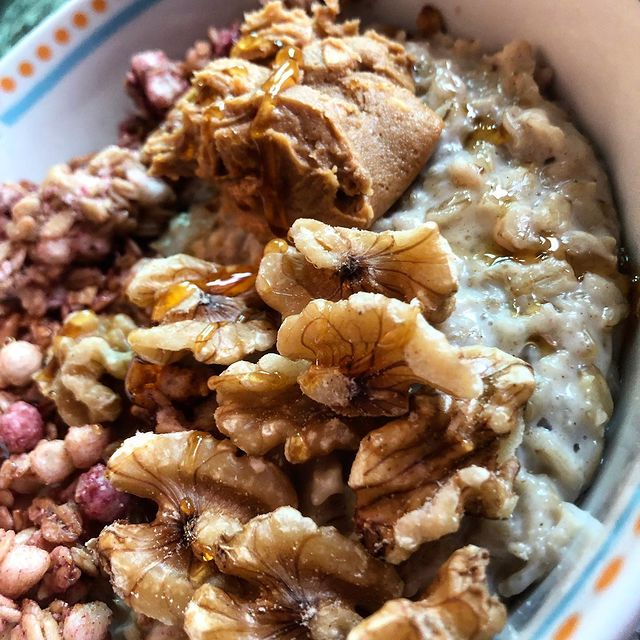
طبق شوفان بالفول السوداني والعسل والقرفة والجوز

الشوفان، شرطال أو  الشُّوفان الزراعي أو الخَرْطَال الزراعي أو القُرْطُمَان أو الخرطل أو الهرطمان أو الزمير أو الزيوان (الاسم العلمي: Avena sativa) هو نبات عشبي حولي من الفصيلة النجيلية، ويعد نوعاً من الحبوب، تستخدم بذوره في تغذية الإنسان والحيوان خصوصاً الدواجن والأحصنة. يستخدم قشّه أحياناً كمرقد للحيوانات. الشوفان الخام غير صالح لعمل الخبز، وعادة مايقدم كعصيدة مصنعة من الشوفان المدشوش، أو رقائق الشوفان أو دقيق الشوفان ويخبز أيضاً بسكويت الشوفان (كيك الشوفان) والذي يمكن إضافة دقيق القمح اليه. تعد منتجات الشوفان من الأغذية الرخيصة والمغذية وذلك كان السبب في انتشاره واستخدامه في الكثير من بلدان العالم منها الولايات المتحدة. كما يستخدم في صناعة غذاء الأطفال، كما يمكن استخدامه في عمل الخبز بخلطه مع دقيق الحنطة.
يحتوي لب الشوفان على محتوى من الدهن يزيد عما هو في الحنطة وعلى كمية من البروتين لا تقل عما في بذور الحنطة، وهو يشبهها أيضاً في تركيب الأحماض الأمينية مثل الأرجينين والليستين والتربتوفان. يحتوي دقيق الشوفان على فيتامين ب1 ذي الأهمية الخاصة ويحتوي على المواد المعدنية مثل الحديد والفسفور وبه طاقة تزيد على ما في القمح وكذلك يحتوي على النشا ويستعمل أيضاً في إنتاج مادة الفيورفورال وهي مادة مذيبة في عملية تنقية أملاح زيوت الطعام النباتية ومذيباً لإزالة الأصباغ. والمنتجات الغذائية المصنوعة من بذور الشوفان ذات طاقة غذائية عالية وسهلة الهضم ولها أهمية كبيرة لمن يعانون من أمراض معدية والشوفان غالباً مايزرع من النباتات البقولية وفيما يأتي التركيب الكيميائي له.

## مراكز الإنتاج

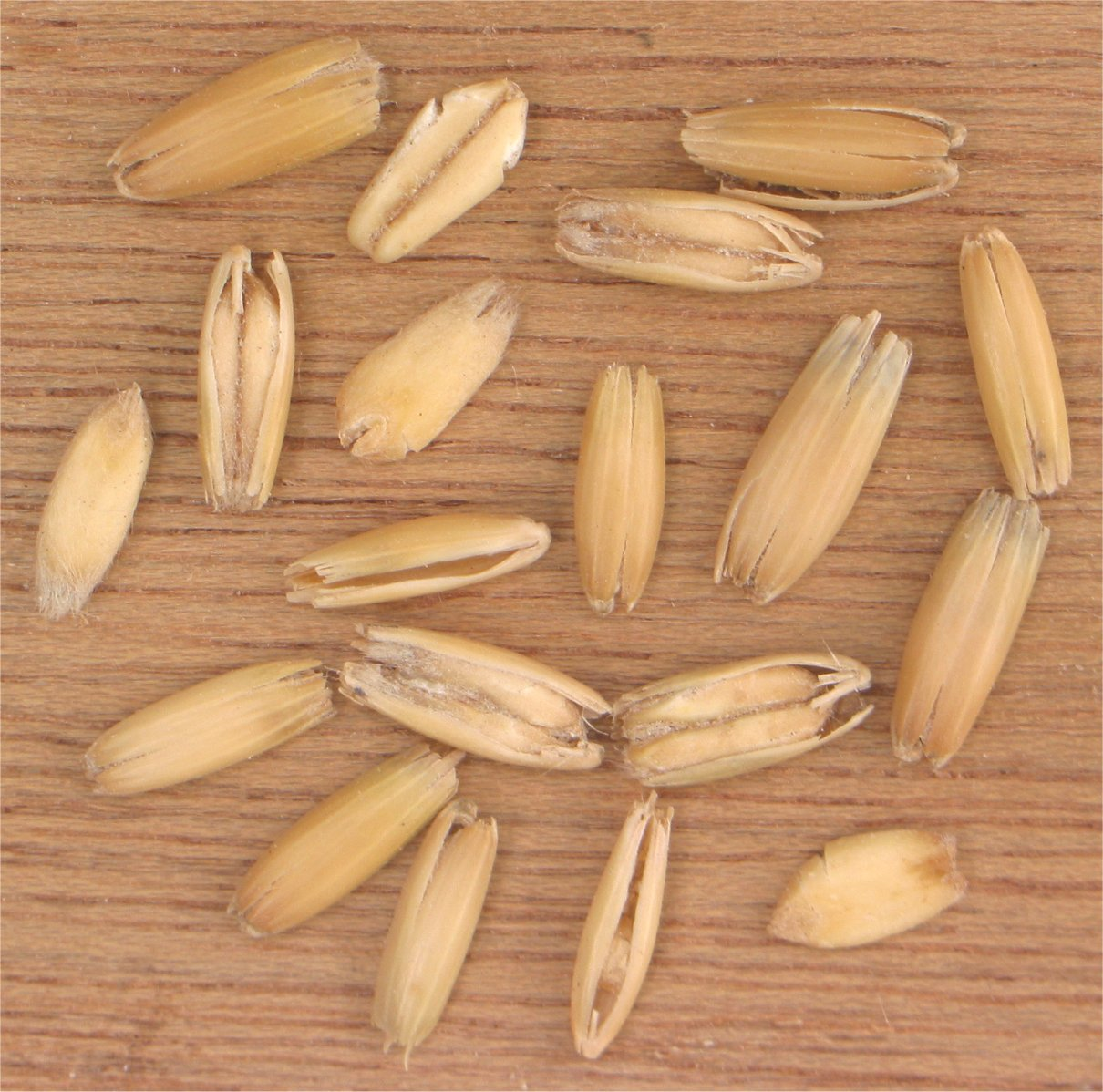
الشوفان

يلائم الشوفان الاعتيادي المناطق الباردة الرطبة من بعض مناطق العالم مثل شمال أوروبا والولايات المتحدة وجنوب كندا، في حين تنجح زراعة الشوفان الأحمر Red Oat في المناطق المعتدلة التي لا تنجح فيها زراعة الشوفان العادي مثل منطقة البحر المتوسط وأستراليا وأفريقيا وغيرها.
وتعد روسيا في مقدمة الدول المنتجة له تليها الولايات المتحدة الأمريكية ثم كندا وأستراليا وتقدر المساحة المزروعة منه في العالم ب 26,5 مليون هكتار، تنتج 44 مليون طن. وتأتي ألمانيا الاتحادية بالمرتبة الأولى بمعدل الغلة/هكتار يليها الدنمارك ثم فرنسا.

## استخدامه
- يمكن تناول الشوفان كطعام مؤلف من حبوب لوجبة الفطور. كما يمكن إعداد شاي من ملء ملعقة من الشوفان منقوعة في 250 ملي لتر (كوب) من الماء المغلي، وبعد التبريد والتصفية، يمكن شرب الماء عدة مرات في اليوم وقبل النوم بمدة قصيرة.
- صبغة: كصبغة، يؤخذ غالبا مقدار (3- 5) ملي لتر 3 مرات في اليوم
- يمكن استخدام الكبسولات والأقراص بمقدار (1- 4) جرام في اليوم. كما يمكن عمل حمام مهدئ لإراحة الجلد الملتهب عن طريق إسالة ماء الحمام خلال جورب يحتوي على ملء عدة ملاعق من الشوفان، في البانيو الخاص بالاستحمام.

## الموطن الأصلي

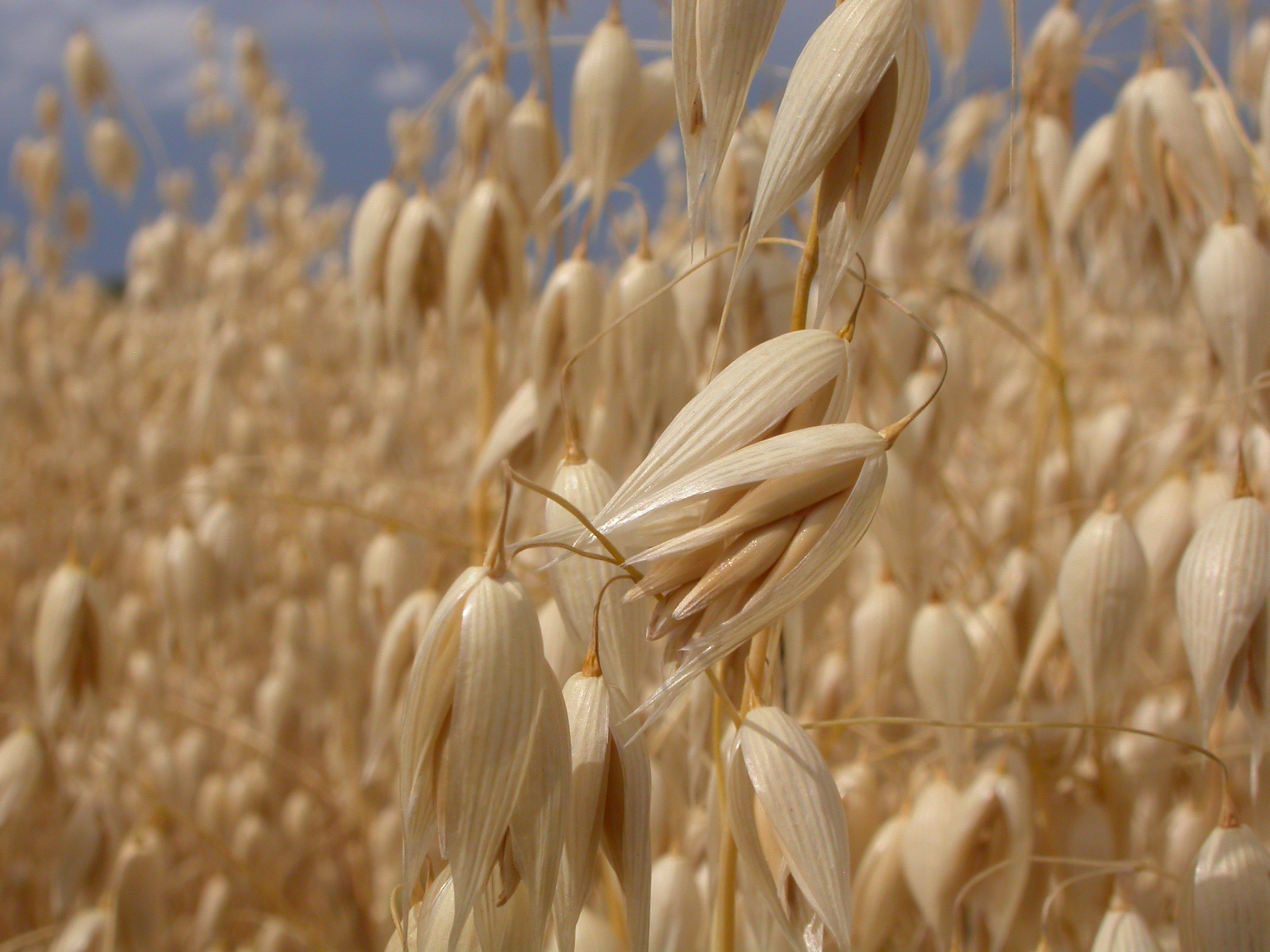

لم يعرف إلى الآن، وبشكل قطعي منشأ الشوفان المزروع وربما نشأ من الشوفان المعروف باسم Avena byzantina الذي يعتقد أنه نشأ بدوره من نوع الشوفان Avena sterilis وتوجد دلائل كافية على أن الشوفان كان معروفاً منذ القدم في شمال غرب أوروبا ثم امتدت زراعته إلى روسيا وتركيا وبلاد الشام وإلى الولايات المتحدة الأمريكية. وقد وجدت حبوبه في مواقع متعددة من سويسرا وألمانيا والدنمارك وفرنسا يرجع تاريخها إلى 2000 سنة قبل الميلاد كما كان يزرع في مصر والهند والصين.
أما منشأ الشوفان الأبيض العادي والمزروع حالياً فهو أفريقيا على حين يعتقد فافلوف بأن الشرق الأوسط هو منشأه. ومعظم محصول الشوفان المنتج في العالم من نوع الشوفان الأبيض العادي ويعتقد أنه قد نشأ من الشوفان البري Avena fatua - Huges and Henann 1964

## الظروف المناخية

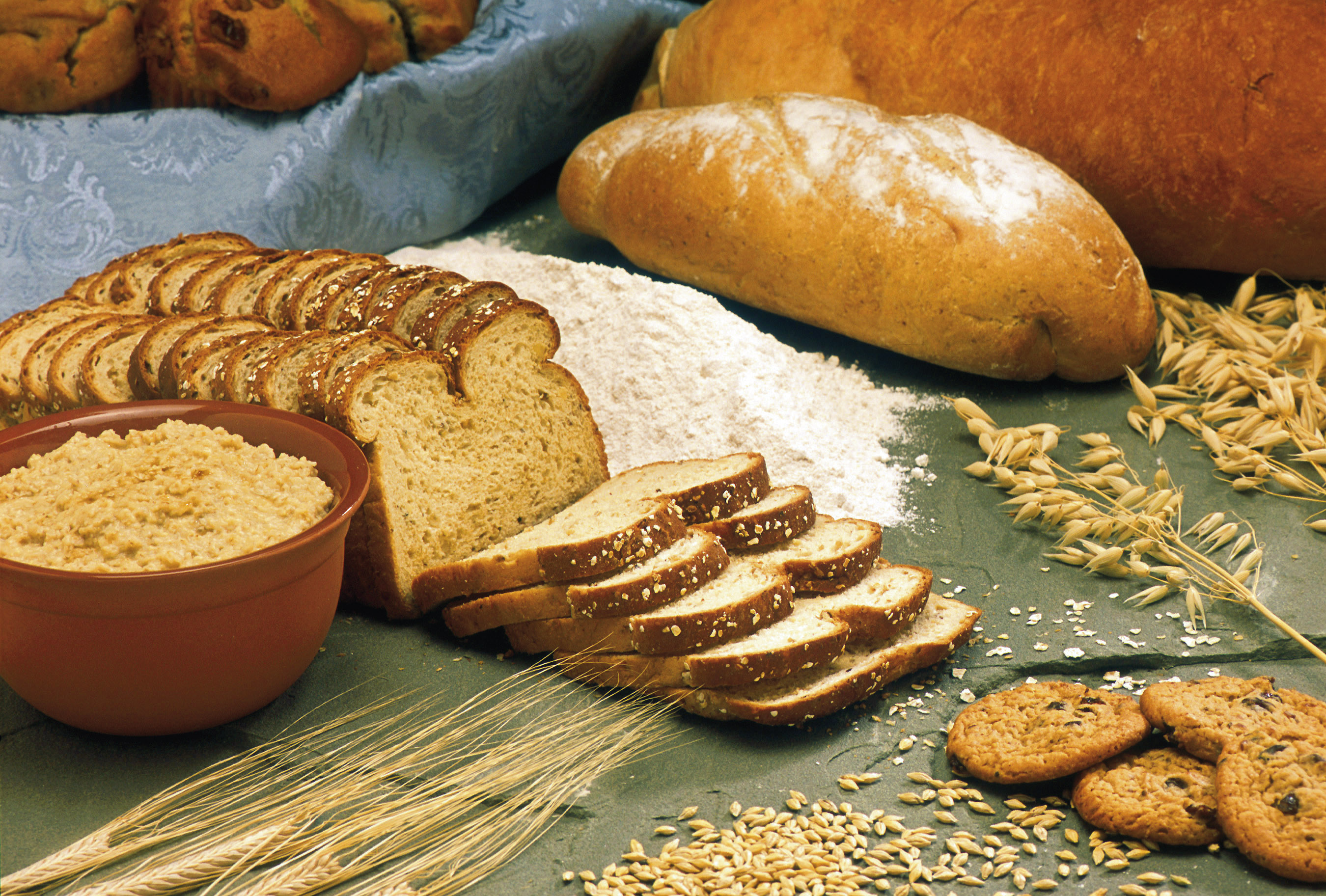
منتجات مختلفة تصنع من الشوفان

يعد الشوفان العادي من النباتات التي تنمو جيداً في المناطق الباردة الرطبة مثل شمال الولايات المتحدة وجنوب كندا وشمال أوروبا بينما يحتاج الشوفان الأحمر إلى مناخ حار وهذه الصفة ساعدت على امتداد زراعته في مناطق واسعة مثل جنوب الولايات المتحدة ومنطقة البحر الأبيض المتوسط وجنوب أوروبا وأستراليا والأرجنتين. ويتميز الشوفان الأحمر بتحمله للجفاف والحرارة المرتفعة ومقاومته للأمراض الفطرية إذ يمكث المحصول في الأرض مدة تتراوح بين 100 - 120 يوماً من دون أن يتطلب حرارة مرتفعة إذ تنبت بذوره في درجة حرارة 1 - 2 سنتجريد. وتتحمل الصقيع من -3 إلى -5 درجة سنتجريد. ويتطلب رطوبة تربة مرتفعة فهو محب للرطوبة أكثر من الشعير والقمح، كما أنه حساس لجفاف الهواء.
ويؤدي ارتفاع درجات الحرارة، وخاصة عند التزهير إلى قلة نسبة العقد في السنابل وإلى التبكير في نضج البذور قبل اكتمال تكوينها وتزداد الإصابة بالأمراض عند توفر الجو الحار الرطب وتؤثر درجة الحرارة والضوء في عدد الفروع الثمرية ويزداد عدد الفروع الثمرية والعناقيد عندما يصل طول النهار إلى الفترة الحرجة ولكل محصول فترة حرجة خاصة به خلال فترة معينة ويبدأ ازهار المحصول بعد أن تصل درجة الحرارة أقصاها في النهار. وتزداد مقاومة الشوفان للحرارة بدرجة أكثر عند ابتداء تكوين السنابل والأصناف الشتوية البطيئة النمو ذات سيقان قصيرة وأكثر مقاومة من الأصناف سريعة النمو ذات السيقان الغليظة وتمتاز معظم الأصناف المقاومة بوجود سفا وحبوب داكنة اللون وإن عدد التفرعات الخضرية في أصناف المجموعة الشتوية أكثر مما في أصناف المجموعة الربيعية.
والشوفان يحتاج إلى كمية من الماء أثناء النمو الخضري للمحصول أكثر من محاصيل الحبوب الأخرى وتعد الرطوبة من العوامل المهمة للنمو.

## الوصف النباتي للشوفان
الشوفان نبات حولي طوله من 50 إلى 170 سم ويتبع الجنس Avena ويعود إلى قبيلة Aveneae التي تنتمي إلى العائلة النجيلية Poaceae. أما جذور الشوفان صغيرة ومتعددة ليفية مغطاة بالشعيرات الدقيقة وتمتد إلى أعماق التربة كلما تقدم العمر بالنبات وقد تصل إلى أكثر من متر وتكون جذور الأصناف المتأخرة أكثر تعمقاً من جذور الأصناف المبكرة.
يتراوح طول الساق من 60 إلى 150 سم ويحتوي على 4 إلى 5 سلاميات مجوفة، تسمى السلامية العليا التي تحمل النورة بالحامل الزهري Peduncle وينتج النبات في الظروف المعتادة من 3 إلى 5 فروع قاعدية.

## المعلومات الغذائية
يحتوي كل كوب من الشوفان (156غ)، بحسب وزارة الزراعة الأميركية على المعلومات الغذائية التالية :
- السعرات الحرارية: 300
- الدهون: 10.76
- الدهون المشبعة: 1.89
- الكربوهيدرات:90
- الألياف: 16.5
- البروتينات: 26.35
- الكولسترول:0